# شکور استیونسن
شکور استیونسن (انگلیسی: Shakur Stevenson؛ زادهٔ ۲۸ ژوئن ۱۹۹۷) بوکسور اهل ایالات متحده آمریکا است که برنده مدال نقره در بازی‌های المپیک تابستانی ۲۰۱۶ شده‌است.